# Zoran Rendulić
Zoran Rendulić (n. 22 de mayo de 1984 en Sarajevo) es un futbolista serbio. Jugó a préstamo para el SV Ried en Austria de enero a junio de 2007 para luego retornar al Borac Čačak de la Superliga Serbia. 
El 24 de junio de 2008, se unió al equipo francés Grenoble de la Liga Francesa, para luego regresar a Serbia en el 2010 para jugar en el Javor Ivanjica.

## Clubes
| Club                          | País          | Año         |
| ----------------------------- | ------------- | ----------- |
| FK Remont Čačak               | Serbia        | 2002        |
| Borac Čačak                   | Serbia        | 2002-2008   |
| FK Remont Čačak (cedido)      | Serbia        | 2004        |
| FK Remont Čačak (cedido)      | Serbia        | 2006        |
| SV Ried (cedido)              | Austria       | 2007-2008   |
| Grenoble                      | Francia       | 2008-2010   |
| Javor Ivanjica                | Serbia        | 2010 - 2011 |
| Football Club Pohang Steelers | Corea del Sur | 2012        |
| Shenyang Zhongze F.C.         | China         | 2013 - 2014 |
| FK Čukarički                  | Serbia        | 2014 - 2015 |
| Estrella Roja                 | Serbia        | 2015 -      |

- Datos: Q488706